# Katsuhiko Ogata
Katsuhiko Ogata (Tokio, 1925) és un doctor enginyer diplomat en enginyeria mecànica que a partir dels anys 50 va començar a treballar en aplicacions a la mecànica dels sistemes de control. Durant els darreres trenta anys s'ha dedicat a la dinàmica de sistemes i als controladors. En paral·lel, ha publicat contes infantils.